# Kim Mi-rae
Dans ce nom coréen, le nom de famille, Jo, précède le nom personnel.
Pour les articles homonymes, voir Kim.
Kim Mi-rae, née le 7 avril 2001, est une plongeuse nord-coréenne. Elle est médaillée d'argent en synchronisé à 10 m aux Jeux de 2024.

## Carrière
En paire avec Jo Jin-mi, elle remporte la médaille d'or en plongeon à 10 m synchronisé lors des Diving World Series de Montréal en 2019 puis l'argent dans la même discipline lors des Championnats du monde 2024. Avant ça, elle a raflé une médaille d'argent en individuel à 10 m lors des Mondiaux 2017 et terminé 4e de la plateforme à 10 m aux Jeux de 2016.
Sélectionnée pour représenter la Corée du Nord aux Jeux olympiques d'été de 2024 en plongeon synchronisé à 10 m avec Jo, la paire termine à la 2e place du podium derrière les Chinoises Chen Yuxi et Quan Hongchan.

## Palmarès

### Jeux olympiques
- Jeux olympiques d'été de 2024 à Paris :
  -  Médaille d’argent en plongeon synchronisé à 10 mètres femmes (avec Kim Mi-rae)

### Championnats du monde
- Championnats du monde 2024 à Doha  Qatar :
  -  Médaille d'argent du plongeon synchronisé sur la plateforme à 10 m